# اللجنة البابوية لدولة مدينة الفاتيكان
اللجنة البابوية لدولة مدينة الفاتيكان (بالإنجليزية: Pontifical Commission for Vatican City State)‏ هي الهيئة التشريعية في الفاتيكان، وتتكون من 7 مقاعد.

## الأعضاء الحاليون
اعتبارًا من 1 مارس 2025، الرئيس والأعضاء هم:
| المنصب  | الاسم                            | الدولة           | مناصب أخرى                                                                  |
| ------- | -------------------------------- | ---------------- | --------------------------------------------------------------------------- |
| الرئيس  | الأخت رافايلا بيتريني، FSE       | إيطاليا          | رئيس محافظة دولة الفاتيكان                                                  |
| الأعضاء | الكاردينال كيفن ج. فاريل         | الولايات المتحدة | كاميرلينغو للكنيسة الرومانية المقدسة رئيس دائرة العلمانيين والعائلة والحياة |
| الأعضاء | الكاردينال روبرت فرانسيس بريفوست | الولايات المتحدة | رئيس دائرة الأساقفة                                                         |
| الأعضاء | الكاردينال كلوديو جوجيروتي       | إيطاليا          | رئيس دائرة الكنائس الشرقية                                                  |
| الأعضاء | الكاردينال آرثر روش              | المملكة المتحدة  | رئيس دائرة العبادة الإلهية ونظام الأسرار المقدسة                            |
| الأعضاء | الكاردينال ليوناردو ساندري       | الأرجنتين        | رئيس فخري لدائرة الكنائس الشرقية الكنائس                                    |
| الأعضاء | الكاردينال لازاروس يو هيونغ سيك  | كوريا الجنوبية   | رئيس دائرة رجال الدين                                                       |

## الرئيس
بالإضافة إلى الدور التشريعي لصاحب المنصب، تم تفويض رئيس محافظة دولة الفاتيكان، الذي كان منذ 1 مارس 2025 الأخت رافايلا بيتريني، بالسلطة التنفيذية من قبل البابا لمدينة الفاتيكان، بصفته رئيس محافظة دولة الفاتيكان. بصفته عضوًا كبيرًا في الكوريا الرومانية، كان الرئيس عادةً كاردينال في الكنيسة الرومانية الكاثوليكية، ومع ذلك، فإن شاغلة المنصب الحالية هي راهبة وبالتالي فهي أول امرأة تشغل هذا المنصب.
أثناء فترة "المقعد الشاغر"، تنتهي فترة ولاية الرئيس، كما تنتهي معظم المناصب الأخرى في الكوريا. ومع ذلك، يصبح صاحب المنصب قبل وفاة البابا أو استقالته عضوًا في اللجنة التي تتعامل مع بعض وظائف رئيس الدولة حتى يتم اختيار بابا جديد، إلى جانب الكاردينال أمين الدولة السابق وتشامبرلين الكنيسة الرومانية المقدسة.

### حاكم دولة مدينة الفاتيكان
| {الرقم | الصورة | الإسم (الميلاد–الوفاة) الجنسية                   | الفترة                        | طول الفترة        |
| ------ | ------ | ------------------------------------------------ | ----------------------------- | ----------------- |
| 1      |        | ماركيز · كاميلو سيرافيني · (1864–1952) · إيطاليا | 11 فبراير 1929 – 21 مارس 1952 | 23 سنوات و39 أيام |

### رؤساء محافظة دولة الفاتيكان
| No. | الصورة | الإسم (الميلاد–الوفاة) الجنسية                   | الفترة                          | طول الفترة         |
| --- | ------ | ------------------------------------------------ | ------------------------------- | ------------------ |
| 1   |        | نقولا كانالي · (1874–1961) إيطاليا               | 20 مارس 1939 – 3 أغسطس 1961     | 22 سنوات و136 أيام |
| 2   |        | أمليتو جيوفاني سيكوجناني · (1883–1973) إيطاليا   | 12 أغسطس 1961 – 30 أبريل 1969   | 7 سنوات و261 أيام  |
| 3   |        | جان ماري فيلوت · (1905–1979) فرنسا               | 2 مايو 1969 – 9 مارس 1979       | 9 سنوات و311 أيام  |
| 4   |        | أغوستينو كاسارولي · (1914–1998) إيطاليا          | 28 أبريل 1979 – 8 أبريل 1984    | 4 سنوات و346 أيام  |
| 5   |        | سيباستيانو باجيو · (1913–1993) إيطاليا           | 8 أبريل 1984 – 31 أكتوبر 1990   | 6 سنوات و206 أيام  |
| 6   |        | روزاليو لارا · (1922–2007) فنزويلا               | 31 أكتوبر 1990 – 15 أكتوبر 1997 | 6 سنوات و349 أيام  |
| 7   |        | إدموند سزوكا · (1927–2014) الولايات المتحدة      | 15 أكتوبر 1997 – 15 سبتمبر 2006 | 8 سنوات و335 أيام  |
| 8   |        | جيوفاني لاجولو · (من مواليد 1935) إيطاليا        | 15 سبتمبر 2006 – 1 أكتوبر 2011  | 5 سنوات و16 أيام   |
| 9   |        | جيوسيبي برتلو · (من مواليد 1942) إيطاليا         | 1 أكتوبر 2011 – 1 أكتوبر 2021   | 10 سنوات و0 أيام   |
| 10  |        | فرناندو فيرجيز ألزاجا · (من مواليد 1945) أسبانيا | 1 أكتوبر 2021 – 1 مارس 2025     | 3 سنوات و151 أيام  |
| 11  |        | رافاييلا بيتريني · (من مواليد 1969) إيطاليا      | 1 مارس 2025 - حتى الآن          | 20 أيام            |